# Strahlenburg

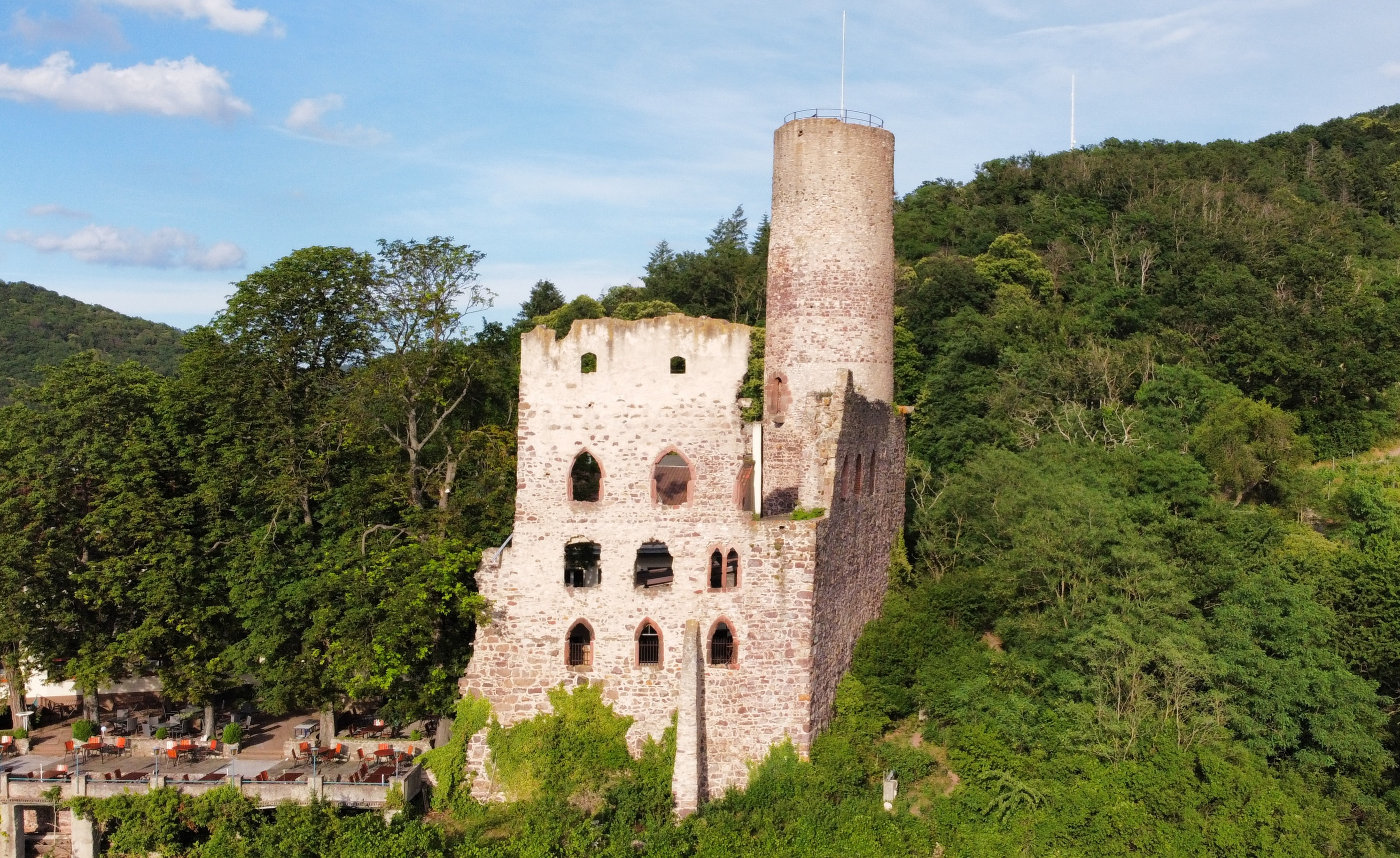
Strahlenburg

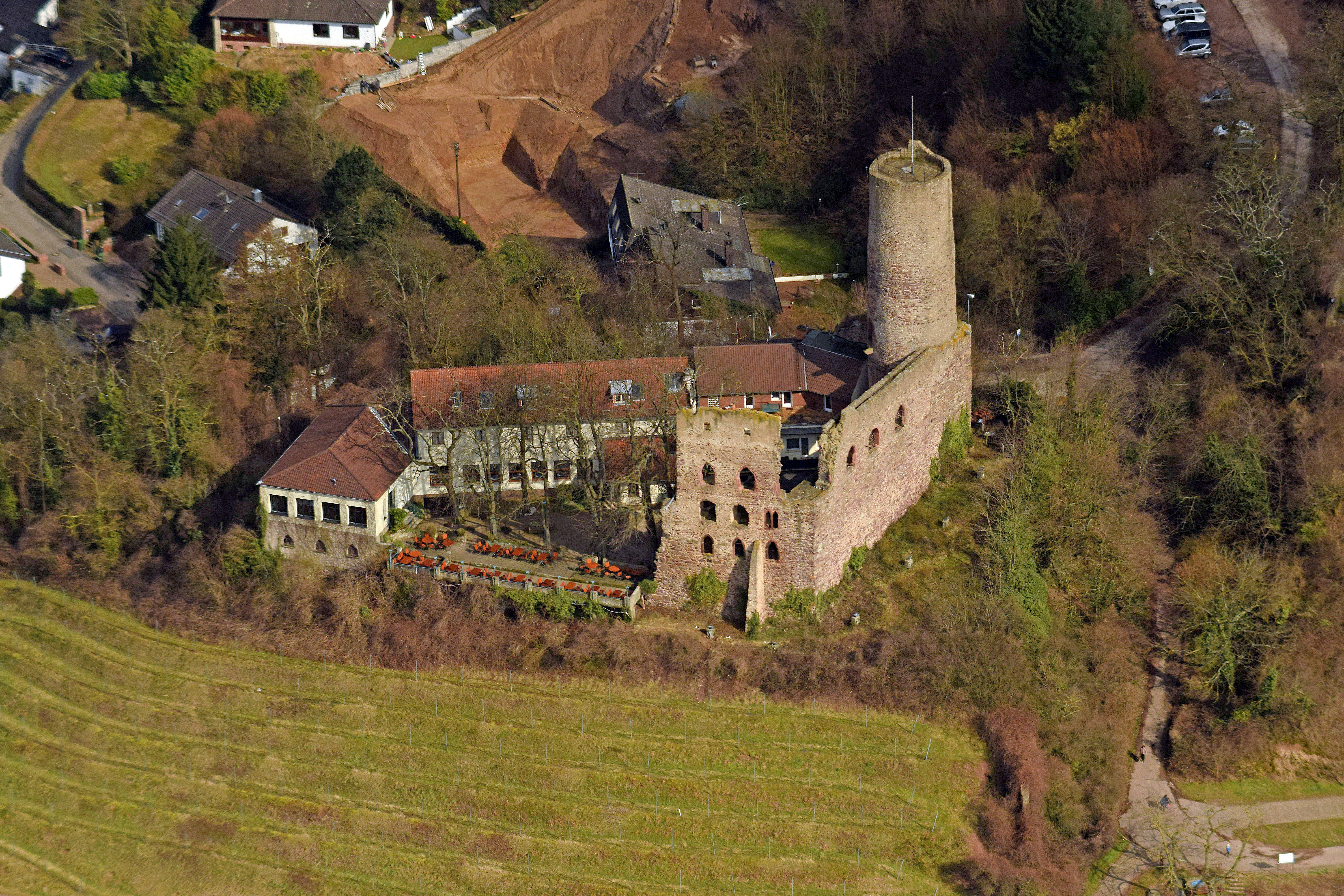
Luftaufnahme der Strahlenburg

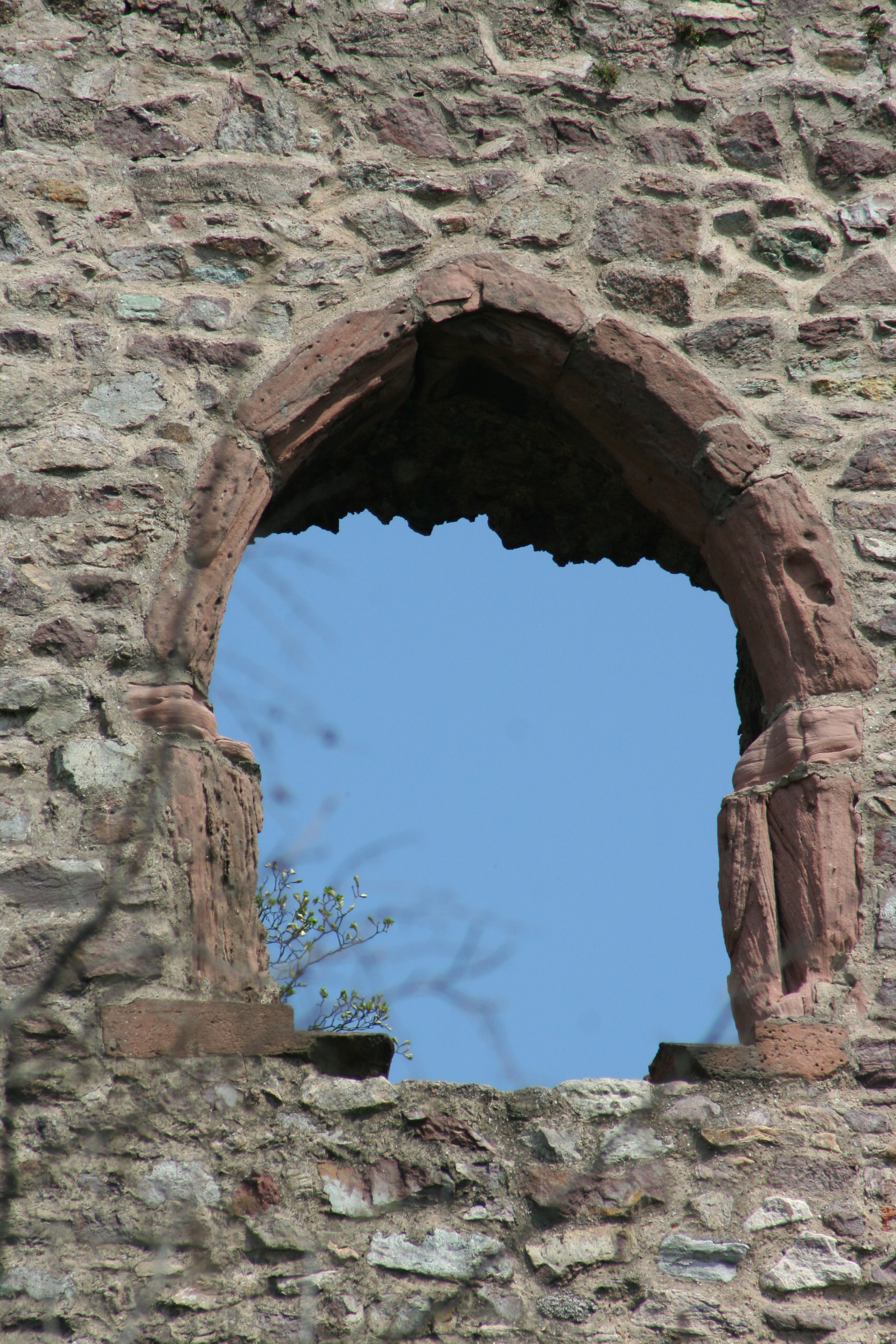
Fensterdetail des Palas

Die Strahlenburg, auch Schloss Strahlenberg genannt, ist die Ruine einer Höhenburg in Schriesheim im Rhein-Neckar-Kreis in Baden-Württemberg. Die Burgruine befindet sich in Privatbesitz.

## Lage
Die Ruine mit einem Burgrestaurant liegt auf einer Flanke des Ölbergs, der auch Schriesheimer Schlossberg genannt wird. Die Stadt befindet sich direkt unterhalb. Von der Burg aus lassen sich ein großer Teil der Rheinebene mit an Neckar und Rhein liegenden Ortschaften überblicken, bei gutem Wetter reicht die Sicht bis zum Pfälzerwald und bei sehr guter Sicht auch bis zum Donnersberg. Das Tal des in Altenbach entspringenden Kanzelbaches schneidet sich seitlich des Ölbergs in den Odenwald ein.

## Geschichte
Conrad I. von Strahlenberg begann um 1235 mit dem Bau der Strahlenburg als Stammsitz der Strahlenberger. 1240 wird er erstmals als Vogt von Schriesheim urkundlich erwähnt. Auf Grund der Besitzverhältnisse unterstand die Burg als Lehen dem Kloster Ellwangen. Aus dieser Zeit stammen der ursprünglich 30 Meter hohe Bergfried sowie der innere Teil der Anlage. Der Palas dürfte erst im 14. Jahrhundert errichtet worden sein.
1329 veranlassten Zahlungsschwierigkeiten Rennewart von Strahlenberg, die Burg und die Ortschaft an Hartmut V. von Cronberg zu verpfänden. Bis zu seinem Tod 1334 veranlasste Hartmut umfangreiche Um- und Ausbaumaßnahmen. 1346 wurde zwischen Mainz und einem Sohn der Cronberger ein Kaufvertrag geschlossen, der jedoch nicht vollzogen wurde, da Rennewart von Strahlenberg den Geldbetrag zur Auslösung auftreiben konnte. 1347 wurde die Burg von ihm an Kurfürst Ruprecht den Älteren von der Pfalz verkauft.
Nach dem Tod König Ruprechts im Jahre 1410 wurde die Pfalzgrafschaft unter seinen vier Söhnen aufgeteilt. Die Feste Strahlenberg mitsamt Stadt und Vorstadt Schriesheim fielen an Ruprechts jüngsten Sohn Otto von Pfalz-Mosbach. Als 1448 die Pfalz-Neumarkter Erbschaft zu verteilen war, zahlte Otto seinen Bruder Stephan von Pfalz-Simmern-Zweibrücken aus und übergab ihm Schloss Wersau und Schloss Strahlenberg mitsamt Stadt und Vorstadt Schriesheim als Pfandschaft. Der überließ die Pfandschaft im Jahr 1450 seinem Sohn Pfalzgraf Ludwig I. von Veldenz-Zweibrücken. Ludwig I. führte mehrere Kriege gegen seinen Vetter Kurfürst Friedrich I. von der Pfalz, so auch 1470.
Am 6. Mai 1470 begann Kurfürst Friedrich I. die Strahlenburg und die Stadt Schriesheim zu belagern. Das pfälzische Heer kommandierte Simon von Balshofen, der kurpfälzische Vogt zu Heidelberg. Der Geschützmeister Martin Merz leitete die Beschießung. Am Sonntag, dem 13. Mai 1470, wurden zuerst die Burg, dann die Stadt im Sturm genommen. Die Besatzung, 19 Edle und 30 Fußknechte, wurde gefangen genommen; 16 der Fußknechte wurden, weil sie gegenüber Friedrich I. eidbrüchig waren, ertränkt. Die Sieger forderten nun eine Brandschatzung von 400 Gulden, die von den Bürgern aufgebracht werden mussten, und die Herausgabe sämtlicher Weinvorräte, damit die Stadt nicht abgebrannt werde. In Schriesheim wurden sämtliche Befestigungsanlagen geschleift, also die Türme abgebrochen, die Ringmauer niedergelegt und die Gräben eingeebnet. Im Friedensvertrag musste Ludwig I. von Veldenz-Zweibrücken am 2. September 1471 die Strahlenburg mitsamt Schriesheim dem Kurfürsten Friedrich I. abtreten.
Über das weitere Schicksal der Strahlenburg findet sich in der älteren Literatur bei Tolner, sie sei geschleift worden, bei Kremer, sie sei niedergerissen worden, bei Häberlin, sie sei der Erde gleichgemacht worden, bei Rieger, sie sei zerstört worden. Tolners Angabe wurde häufig nachgeschrieben, obgleich Joannis sie bereits 1725 als falsch zurückgewiesen hatte.
1485 war die Strahlenburg noch bewohnt. Sie brannte am 8. Februar 1488 – offenbar ohne kriegerische Einwirkung – aus.
1733 begann der Abbruch der Ruine, als man die Verwendung der Steine der Burg zum Bau von Weinbergsmauern amtlich genehmigte. Die Grafen von Oberndorff wurden 1784 Erbpächter und 1828 Eigentümer der Ruine. Sie sicherten die heute sichtbaren Reste gegen den weiteren Verfall.

## Anlage

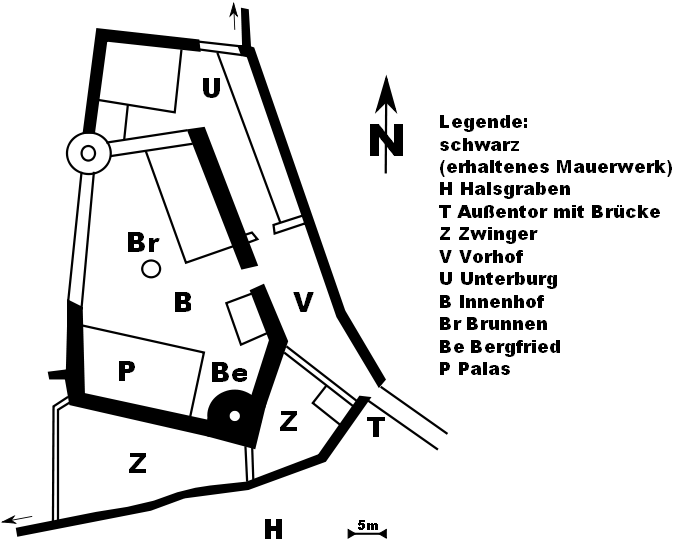
Grundriss der Strahlenburg

Zum Bau der Burganlage wurde der in der ganzen Region verfügbare Porphyr und der Granit des Felsens verwendet. Erhalten sind nur der schlanke und sehr einfache runde heute ca. 27 Meter hohe Bergfried und der rechteckige Palas, der entkernt und zum Teil aufgerissen ist. Der Bergfried kann wegen baulicher Mängel nicht bestiegen werden (Stand 2023). Die Ringmauer beschreibt ein fast regelmäßiges Fünfeck, eine Spitze ist der gefährdeten Bergseite zugewandt. Am Palas haben sich drei frühgotische Fenster aus der Zeit um oder vor 1237 erhalten. Sie bestanden jeweils aus zwei Lanzettfenstern mit rundem Oberlicht.
In der Burganlage wurde ein moderner Gastronomiebetrieb eingerichtet, der „Burggasthof Strahlenburg“. Außerhalb der Öffnungszeiten des Gastronomiebetriebes ist die Burganlage geschlossen.